# Les Essards, Charente

Les Essards este o comună în departamentul Charente, Franța. În 1 ianuarie 2022 avea o populație de 178 de locuitori.